# Tonny Hørning
Knud Tonny Hørning (født 30. juni 1941 i Granslev) er en dansk maler og skulptør. Tonny Hørning er uddannet skiltemaler hos Magnus Nielsen i Silkeborg 1957-1962.
Tonny Hørning startede som naturalist, men begyndte at udtrykke sig abstrakt fra begyndelsen af 1970erne, hvor Hørning også forlod brug af farver til fordel for en konsekvent brug af kun sort og hvid.

## Ekstern henvisning
- Tonny Hørning på Kunstindeks Danmark/Weilbachs Kunstnerleksikon